# スバル・プレオ
プレオ（PLEO）は、SUBARU（旧・富士重工業）が1998年から2018年まで製造・販売していた軽自動車。2010年以降はダイハツ・ミラのOEM車となっていた。

## 初代 RA/RV型（1998年 - 2010年）
1990年代後半、軽自動車の主流は従来のセダン型からユーティリティ重視のトールワゴンに移行しつつあった。SUBARUもヴィヴィオの後継車をトールワゴンとすることを決定し、1998年10月の軽規格改定と同時に発売されたのがプレオである。この当時、ヒット作となったスズキ・ワゴンRを嚆矢としてすでに各メーカーの主力となる軽トールワゴンが出揃っており（ダイハツ・ムーヴ、ホンダ・ライフ、三菱・ミニカトッポなど）、軽自動車の老舗であるSUBARUは最後発となった。
開発を指揮したのは後に富士重工業の社長になる竹中恭二であった。ヴィヴィオなどと同様、ドライバーズカーとして開発された。
独立したボンネットをもつフォルムと、3代目レガシィツーリングワゴンに似た6ライトのウインドウグラフィックが特徴。企業規模の小ささから他社のように車種を造り分ける余裕がなく、さらにセダン型であったヴィヴィオの後継車という役割も持つため、全高は一般的な軽トールワゴンより低めの1,575 mm（ルーフレール装着車は1,625 mm）となっている。
スポーティグレードから商用モデルまで幅広いグレードをラインナップし、ツートンのボディカラーも用意されていた。ヘッドライトのバルブ形状はモデルライフを通じてネスタ、ニコットを除く全てのグレードでIH01という特殊な規格であった。
当初、プレオの後継車となる予定であったR2の登場を機にグレード展開を大幅に縮小したが、同車の販売不振を受けて再び拡大。その後、ステラの登場とほぼ同時期に再び縮小し、最末期は商用グレードのみとなっていた。最終的な生産年数は12年間という長期に及んだ。
1999年度「RJCカー・オブ・ザ・イヤー」特別賞受賞。

### バリエーション
初期にはオプションで「エアロ・フィールド・カジュアル・エレガント」という4種類のバージョンが用意されていた。後にヨーロピアン調の「ネスタ」シリーズとスバル・360をモチーフにした「ニコット」を追加。赤帽専用モデルも存在した。

### メカニズム
エンジンは全て排気量660cc・直列4気筒のEN07型を採用。SOHC自然吸気エンジン、リッターカー並の動力性能を有するSOHCマイルドチャージエンジン（低圧過給型スーパーチャージャー）、スポーツタイプのSOHCスーパーチャージャーエンジン（高圧過給型スーパーチャージャー）、より高性能なDOHCスーパーチャージャーエンジンの4種類が設定されていた。
2004年1月の一部改良で一旦は自然吸気エンジンのみになったが、2005年1月にSOHCマイルドチャージエンジンが復活している。しかし、後継車種の「ステラ」の登場に伴い、2006年6月に再びマイルドチャージエンジンは消滅、自然吸気エンジンのみとなる。なお、この間に排出ガス規制の変更に伴い「F」グレードの自然吸気エンジンの触媒が変更され、その結果低回転域でのトルクが低下した。
トランスミッションは、5速MTとCVTがある。スバルはCVTの改良に先鞭をつけ、ECVTを実用化していたこともあって、この時期までの軽バンにCVTを採用していたのはスバルのみであり、レックスコンビ、レックスバン、ヴィヴィオに次ぎ、2009年当時もプレオが唯一であった。また、今までどおりクラス唯一の4輪独立懸架を採用し、全グレードのフロントブレーキにベンチレーテッドディスクブレーキを、「RS」にはリアディスクブレーキを採用。特に「RM」と「RS」はCVTに7速スポーツシフト（擬似的なマニュアルモード）を採用し、走りを意識していた。

### グレード
下から順に、
- A
- F/FタイプS/Fスペシャル
- L
- LM
- LS/LSリミテッド
- RM
- RS/RSリミテッド/RSリミテッドⅡ
- ニコット
- ネスタの１３のグレードが存在していた。

特に「RS」は実質的な先代モデルであるヴィヴィオRX-Rの後継車として位置付けられており、車重はボディ強化のためヴィヴィオより100kgほど重い。当初からリアディスクブレーキが標準装備であるが、2001年10月の改良においてボディ、エンジン、足回りに手が加えられ、軽自動車としては究極ともいえる仕様へと変化した。

### リコール
2008年にイグニッションキーシリンダーの不具合で、エンジンが始動しにくくなる現象が多発し国交省にリコールの届け出をした。
原因は、キーシリンダー内部の構造が不適切なため、経年劣化により内部機構が変形し、キーの回転角に対するスイッチの回転角が減少することであり、最悪の場合エンジンが全く動作しないこともある。新車購入から11年目までは無償であったが、2021年現在ではRAプレオの生産終了からすでに11年を過ぎているため全て有償となる。どんな車でもイグニッションキーシリンダーは摩耗部品のためいつかは起こりうる現象ではあるが古いプレオでは特にこの不具合が多数報告されており、ドアキーとエンジンキーが別という車両が多かった。
キーをひねった状態で小刻みに手を震わせると始動出来る場合がある。

### 歴史
- 1995年11月 - 東京モーターショーにコンセプトカー「エルキャパ」を出展。「エルキャパ」のデザインは後のプレオのデザインの基になった。
- 1998年
  - 10月9日 - 発売。先代車種であるヴィヴィオからの変更点として、それまでの電磁クラッチを用いたECVTに代わり、i-CVTが設定された。これは、ロックアップ機能付きトルクコンバーターを用いたもので、CVTの世代交代である。簡易トラクションコントロール機能[注釈 4]も備わっていた。また、世界初となる7速マニュアルモードを備えたスポーツシフトi-CVT車も設定された。それまでのヴィヴィオのプラットフォームをベースに、センター（B）ピラー部でヴィヴィオに比べ7倍もの強度となった環状力骨構造ボディー（衝突安全ボディー）を採用。当初は「F」・「L」・「LM」・「RM」・「RS（販売当初は2WD車のみ）」・バン「A」の6グレードを設定。月間販売目標の8000台を発売からわずか10日間で達成し、上々の滑り出しを見せた。CM出演者は中田英寿。
  - 11月 - 先代車種のヴィヴィオが販売終了。
  - 12月2日 - 福祉車両「スバル トランスケア」の新ラインナップとして、「ウイングシート リフトタイプ」を追加。レバー操作でシートが90度回転し、リモコン操作で乗降ができる電動リフター付助手席を装備。あわせて、被介護者の疲労軽減を目的に助手席シートもリクライニング機能を備えており、ヒンジを変更して助手席ドアの開度も広めに設定している。なお、本仕様は全てのグレードで設定できる。
- 1999年
  - 6月23日 - クロームメッキの専用フロントグリルや丸型4灯ヘッドランプ等を装備し、ヨーロピアンテイストのクラシカルなデザインに仕上げた派生モデル「ネスタ」を発売。「ネスタ」は自然吸気エンジン（5MT車）かマイルドチャージエンジン（i-CVT車）を搭載する「G」と、スーパーチャージャーエンジン+スポーツシフトi-CVTを搭載する「RG」の2グレードを設定する。同時に既存グレードも一部改良され、「L」は13インチタイヤを、「LM」は13インチタイヤと電動格納式ドアミラーを、「RM」は濃色ガラス（リヤドア・リヤクォーター・リヤゲート）をそれぞれ標準装備し、MT車にはクラッチスタートシステムを追加。さらに、エンジンマウントの最適化や遮音性能などの向上により、静粛性を向上した。
  - 10月14日 - フロントアンダースポイラー付スポーティバンパー、サイド&ルーフスポイラー、13インチアルミホイール、マルチリフレクターフォグランプを装備しスポーティな外観にするとともに、インダッシュ3連奏CDチェンジャー&4スピーカーを装備して機能も充実しながらも価格を抑えた新グレード「LS」を発売。あわせて、「RS」に4WD車を追加した。
  - 12月24日 - 特別仕様車「Le（エル・イー）」を発売。エアコン、AM/FMカセットステレオ+2スピーカー、キーレスエントリー、パワーウィンドウ、運転席SRSエアバッグなどを装備し、機能を充実しながら93万円からの価格設定とした。
- 2000年
  - 5月8日 - エアコン、AM/FMカセットステレオ、キーレスエントリー、パワーウィンドウ、運転席SRSエアバッグ等を装備し機能を充実しながら価格を抑えた特別仕様車「ネスタGスペシャル」を発売。あわせて、「LS」のi-CVT車にサンルーフ付車を追加。
  - 10月6日 - 一部改良[2]。オフセット衝突に対する安全性能を高め、欧州衝突安全基準（オフセット前面衝突56km/h）レベルをクリア。他、エンジンと排出ガス浄化システムの改良により、「RM」・「RS」・ネスタ「RG」・バン「A」を除くすべてのグレードで「良-低排出ガス（☆）」認定を取得（A、RM、RS、ネスタRGを除く）。併せてエンジン及びトランスミッションに改良を施し、燃費性能を向上（A、RSを除く）。また、各グレードで外内装のデザイン変更や装備内容の充実が図られた。同年5月に発売された特別仕様車の「ネスタGスペシャル」も改良を行い、カタログモデルに昇格した。CM出演者は高橋里奈へ交代。
  - 12月22日 - 微笑ましいデザインの専用フロントマスクを採用し、第33回東京モーターショーにCNGエンジン搭載車として参考出品された「ニコット」を市販化。市販車ではエンジンをマイルドチャージエンジン（ガソリンエンジン）に置換し、i-CVTを搭載。インテリアもブルーを基調とした専用仕様とした。なお、フロントフェンダーはネスタ系と共通である。

- 2001年
  - 1月31日 -「L」をベースに、CDプレーヤー+AM/FMチューナー、フォグランプ、リア濃色ガラス、運転席バニティミラー、お買物フックを追加し、さらに装備を充実させた特別仕様車「Lプラスパッケージ」を発売。ボディカラーはオプションカラーのグロスホワイトパールを含む6色を設定した。
  - 5月8日 -「RS」をベースにカラードスポイラー（フロントアンダー・サイド・ルーフ（専用大型））、専用14インチアルミホイール（2WD車のみ）、MDプレーヤー&3連奏CDチェンジャー、メッキリング付合皮シフトブーツ、本革巻きステアリング・ホイール、アルミ製スポーツペダルなどを装備し、装備内容を最上級グレードの「RM」とほぼ同等にした特別仕様車「RS-Limited」を発売。サイドウィンカーのクリア化。
  - 10月9日 - 一部改良[3]。「LS」・「RS」の外見を一新するとともに、「RS」はエンジンや足回りなど改良により走行性能を向上し、新たに専用設計とした5MT車を追加。また、エンジンと排気系統の改良により更なる低排出ガス化を図り、「良-低排出ガス（☆）」認定を取得。さらに、装備内容の充実が図られた。「ネスタRG」とバン「A」も低排出ガス化により「優-低排出ガス（☆☆）」認定を取得。フロントバンパービームを追加するなど、ボディ構造をより強化。ボディの衝撃吸収性能をより高め、オフセット衝突安全性能をさらに向上。（オフセット前面衝突64km/hに対応）運転席まわりに改良を施し、衝突時の乗員保護性能をより向上。A、Fを除く全車に、デュアルSRSエアバッグとシートベルトプリテンショナーを標準装備。全グレードでフロントグリルのオーナメントをスバルのCIである六連星（むつらぼし）に変更。なお、「RM」は「RS」に統合される形で廃止となった。CM出演者は遠藤久美子へ交代。トレーリングアームの取り付けブラケットの改良によりホイールベースが5mm延長された。排ガス基準の変更に伴い、RSのフロントパイプに触媒が追加された。
  - 11月28日 - 特別仕様車「バンAスペシャル」・「FII」を発表（同年12月17日販売開始）。「バンA」及び「F」をベースにルーフ形状の変更とサスペンションの見直しで車高を25mm低くし、ほとんどの立体駐車場に収まるように設計された仕様である。また、「バンAスペシャル」はベース車と仕様・装備内容を同一にしながら、価格を59.8万円からに引き下げた。
- 2002年
  - 1月30日 - 特別仕様車「Fスペシャル」・「LプラスパッケージII」を発売。前者は「FII」をベースにパワーウィンドウ、集中ドアロック（リアゲート連動）、キー一体型キーレスエントリー、リアワイパー&ウォッシャー（2WD車のみ、4WD車はベース車に装備済）、電動リモコンドアミラー、ホイールキャップを装備し、機能を充実しながらも価格を抑えた仕様。後者は2001年1月に発売された「Lプラスパッケージ」のバージョンアップ仕様で、ほとんどの立体駐車場に収まるように車高を低くし、新たにシートリフター、カラードドアハンドル、カラードドアミラーを追加装備した。
  - 5月7日 - スバル4WD発売30周年記念特別仕様車「F Limited」・「LS Limited」・「RS Limited II」発売。「F Limited」は「FII」と仕様・装備内容を同一としながら価格を引き下げた仕様で、新たに3色のボディカラーを追加。「LS Limited」は「LS」をベースに車高を低くするとともに、ライトインライトヘッドランプ、リアコンビランプ（クリアタイプ）、電動格納式リモコンカラードドアミラー、アンサーバック付電波式リモコンドアロック（ハザードランプ連動）などを特別装備し、機能を充実させた仕様。「RS Limited II」は2001年5月に発売した「RS-Limited」のバージョンアップ仕様で、ルーフスポイラーにハイマウントストップランプを内蔵し、アルミホイールはブラックに変更、アンサーバック機能付電波式リモコンドアロック（ハザードランプ連動）を新たに装備した。
  - 10月8日 - 一部改良。グレード体系が整理され、「F」・「F-S」・「L」・「LS」・「RS」・「ネスタE」・「ネスタG-S」・「バンA」の8グレードとなる。外観では「L」に大幅な変更が施され、バンパー（フロント・リア）、リアまわり、ホイールキャップのデザインを変更し、特別仕様車で採用されていたルーフなどを採用したことで車高を低くし、ほとんどの立体駐車場に対応した（なお、「F」・「F-S」・「バンA」はバンパーデザイン変更と車高ダウンを、「LS」・「RS」はリアまわりデザイン変更を、「ネスタE」は車高ダウンをそれぞれ行った）。また、内装では「F」・「F-S」・「L」はカラフルなデザインのシート表皮を、「RS」はダークグレー基調のシート表皮をそれぞれ採用し、「バンA」の表皮は塩化ビニールからトリコットに変更した。装備も更なる充実化が図られ、「RS」は特別仕様車「RS Limited II」の特別装備の一部（ハイマウントストップランプ内蔵大型ルーフスポイラー、アンサーバック機能付電波式リモコンドアロック、本革巻きステアリング）を標準装備化、「LS」は特別仕様車「LS Limited」の特別装備全てを標準装備、「L」は特別仕様車「LプラスパッケージII」の特別装備（フォグランプ、カラードドアミラー、カラードドアハンドル、CDプレーヤー&AM/FMチューナー、レバー式運転席シートリフターなど）に加え、ライトインライトヘッドライト、電動格納式リモコンカラードドアミラー、アンサーバック機能付電波式リモコンドアロックも標準装備した。
  - 12月24日 - 特別仕様車「L ナビスタイル」・「L MDスタイル」を発売。「L」をベースに13インチアルミホイール、濃色ガラス（リヤドア・リヤクォーター・リヤゲート）、メタリック色のセンターパネルを装備し、「L ナビスタイル」にはCD-ROMタイプのインダッシュ式ナビゲーションシステムを、「L MDスタイル」にはプレオADDZESTサウンドシステム（MD+CDプレーヤー&AM/FMチューナー一体120Wオーディオ（4スピーカー））をそれぞれ装備した。
- 2003年
  - 5月6日 - 特別仕様車「FS Limited」・「FS SPECIAL」・「L SPECIAL」・「ネスタGS SPECIAL」の4車種を発売。「FS Limited」は「F-S」をベースにスポーティタイプの装備品や濃色ガラス（リヤドア・リヤクォーター・リヤゲート）、電動格納式リモコンカラードドアミラーなどを装備したスポーティ仕様。「FS SPECIAL」・「L SPECIAL」・「ネスタGS SPECIAL」は「F-S」・「L」・「ネスタG-S」の装備内容と同一で、価格を引き下げた仕様である。なお、「ネスタGS SPECIAL」にはボディカラーに2トーンカラー2種を新たに設定した。
  - 6月30日 - 特別仕様車「L SPECIAL COLOR SELECTION」・「LS Limited」・「RS Limited」を発売。「L SPECIAL COLOR SELECTION」は特別仕様車「L SPECIAL」をベースにクリアタイプのフロントターンランプ、カスタードイエロー塗装の専用センターパネル、専用カスタードイエローシート表皮&ドアトリム（トリコット・撥水加工）を装備し、ボディカラーは専用色のミントグリーン・メタリックとエアリーブルー・メタリックの2色展開とした。「LS Limited」と「RS Limited」は2002年5月に発売した特別仕様車のリファインモデルで両仕様ともブルーリフレクターヘッドライト&フォグランプ、メタリックシルバー塗装のメーターパネルとパワーウィンドウスイッチパネル、アルミパッド付スポーツペダル、専用ダークブルーシート表皮&ドアトリム（トリコット） を装備し、さらに「LS Limited」はハイマウントストップランプ内蔵大型ルーフスポイラー、ブラック塗装の13インチアルミホイール、本革巻きステアリング・ホイールを、「RS Limited」はゴールド塗装の14インチアルミホイールをそれぞれ装備した。
- 2004年
  - 1月22日 - 一部改良。R2の発売に伴い、グレード体系を「F」とバン「A」の2グレードに縮小。さらにリアデザインの変更や、フロント・サイドターンランプのクリアレンズ化を行い、ABS（バン「A」のAWD車を除く）やパワーウィンドウをメーカーオプションに追加設定した。
  - 6月30日 - 「F」をベースにスポーティタイプのカラードバンパーやルーフスポイラーなどを採用しスポーティな外観とするとともに濃色ガラス（リヤドア・リヤクォーター・リヤゲート）、電動リモコンドアミラー（カラード）、カラードドアハンドル、フルホイールキャップ、CDプレーヤー&AM/FMチューナー（2スピーカー）、パワーウィンドウ、集中ドアロック（リアゲート連動）などを装備し、使い勝手を高めた特別仕様車「FタイプS」を発売。
- 2005年
  - 1月24日 - 前年の一部改良で販売を終了した「L」を復活[注釈 5]。ABS、デュアルSRSエアバッグ、プリテンショナー&ロードリミッター付フロント3点式ELRシートベルト、アンサーバック機能付電波式リモコンドアロック、フォグランプなどを装備し、安全・快適性能を充実させた仕様となった。>また、同日に「F」をベースにパワーウィンドウ、赤外線式リモコンドアロック&集中ドアロック（リヤゲート連動）、電動リモコンカラードドアミラー、CDプレーヤー&AM/FMチューナー（2スピーカー）、レバー式運転席シートリフター、12インチフルホイールキャップ、カラードドアハンドルを装備し、快適性能を高めた特別仕様車「F Limited」を発表（同年2月24日販売開始）。
  - 5月17日 - 「L」をベースにルーフスポイラー、13インチアルミホイール、タコメーターなどを装備し、スポーティ仕様とした特別仕様車「LタイプS」を発売。
  - 10月18日 - 一部改良。特別仕様車としていた「F Limited」・「F typeS」・「L typeS」をカタログモデルに昇格。また、バン「A」、「F」・「F Limited」の2WD車にヘッドランプレベライザーとリアワイパーを追加装備し、「F」・「F Limited」・「L」にはアイボリーの内装色を追加設定。オプション設定となっていた濃色ガラス（リヤドア・リヤクォーター・リヤゲート、「F Limited」のみ）、ハイマウントストップランプ（バン「A」を除く全グレード）、EBD付ABS（「F typeS」のみ）を標準装備化し、一部グレードに装備されているCDプレーヤー&AM/FMチューナー（2スピーカー）はCD-R/RWに対応した。
- 2006年5月 - 事実上の後継車であるステラの発売に伴い、グレードを再び縮小（2004年1月の構成に戻る）。
- 2007年6月 - 「F」が生産終了となり、バン「A」のみのグレード展開となる。
- 2008年9月 - 仕様変更。排出ガスの平成19年規制適合で車両型式を「LA-」から「EBD-」（ガソリン貨物・軽自動車）に変更。また、「平成22年度燃費基準+25%」を達成した。
- 2010年
  - 3月 ‐ オーダーストップ、ならびに生産終了。これにより、軽トールワゴンベースの商用車は2016年6月にダイハツ・ハイゼットキャディー[注釈 6]が登場するまで一度途絶えることになる[注釈 7]。なお、在庫分販売による対応を行い、公式サイトもフルモデルチェンジを行うまでスバルウェブサイト上で引き続き公開されていた。また、約12年間続いた「プレオ」におけるスバルでの自社開発・生産もこの初代限りで終了した。
  - 4月19日 - スバルの公式ホームページへの掲載を終了。
  - 6月 - 初代モデルの流通在庫分の登録が全て完了し、名実共に販売終了。

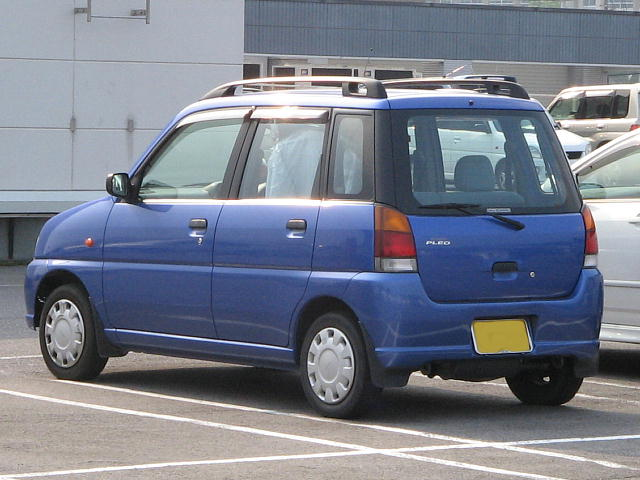
前期型 リア
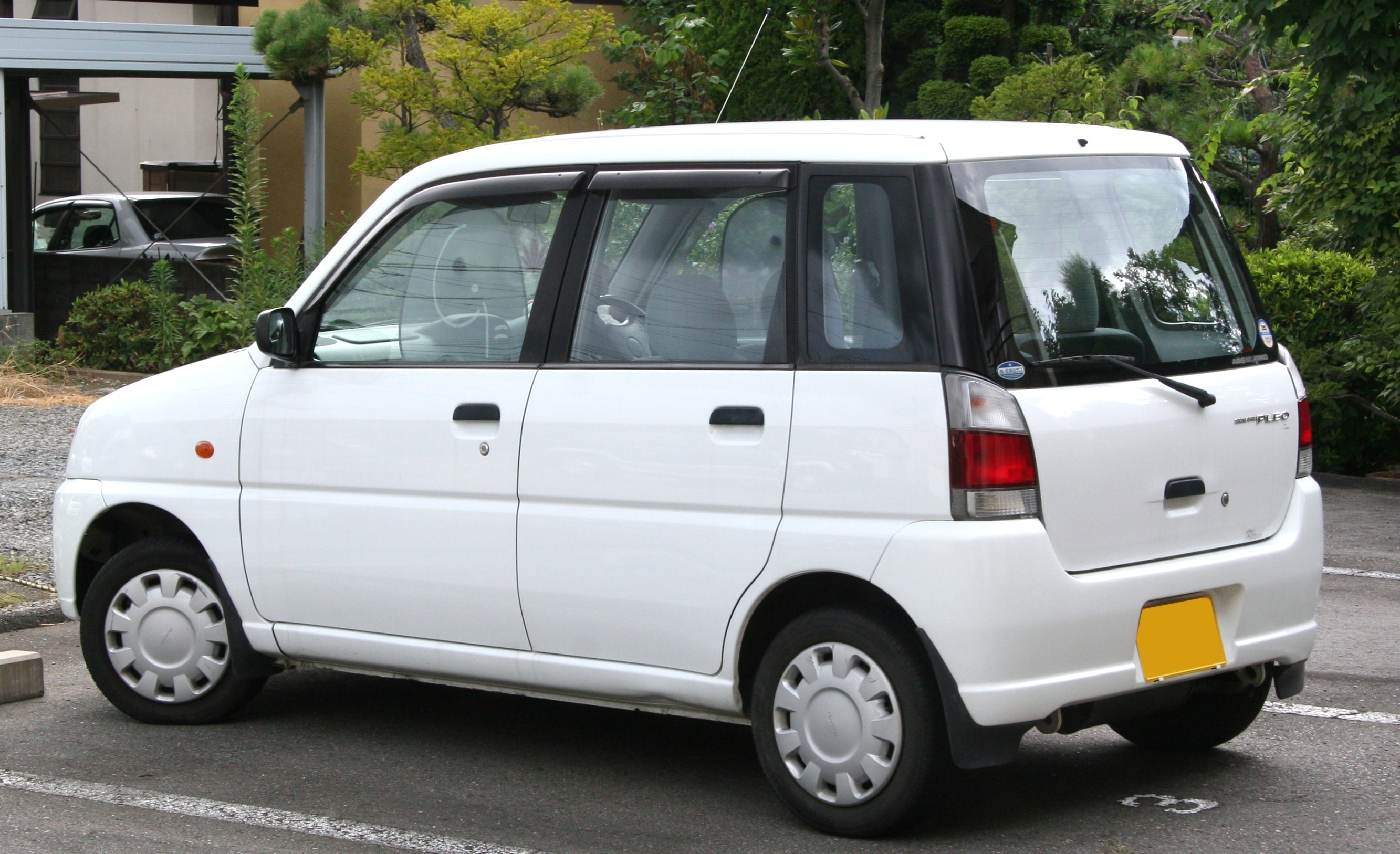
中期型 リア
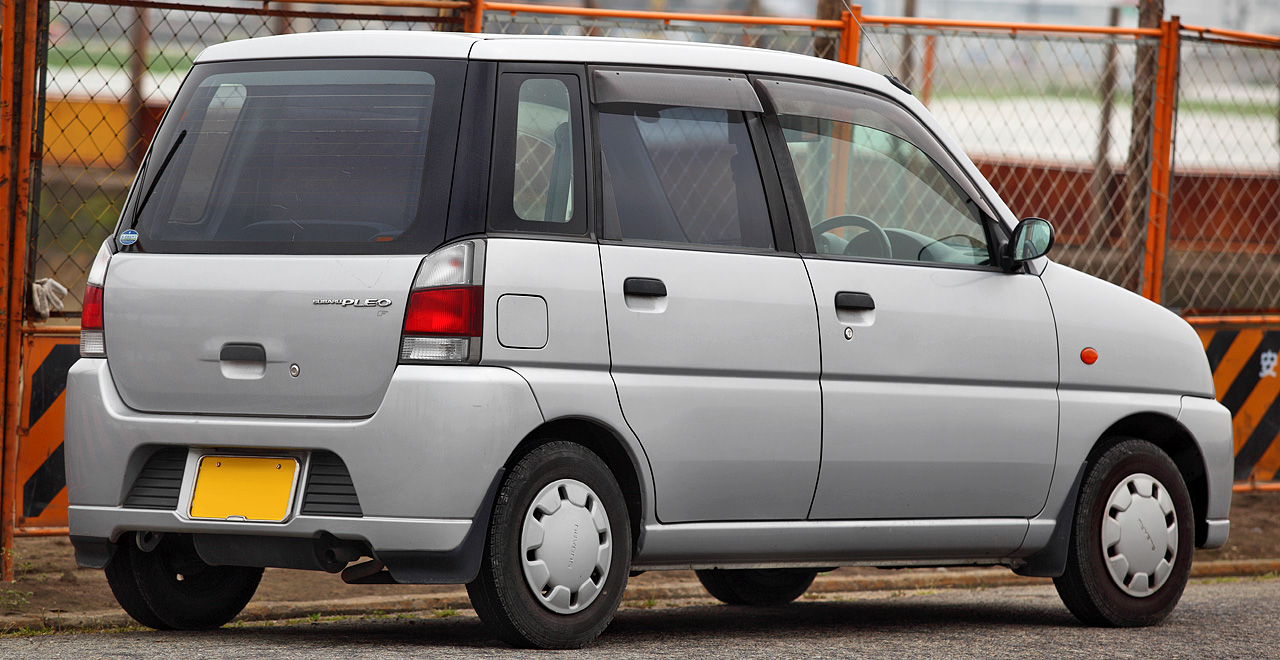
後期型リア
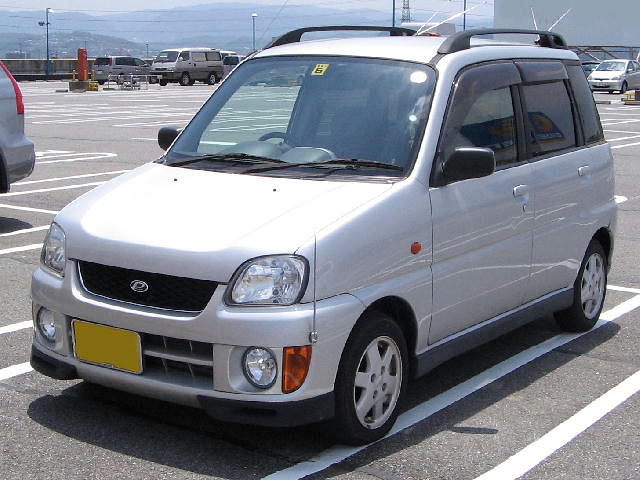
RM（1998年10月 - 2001年10月）
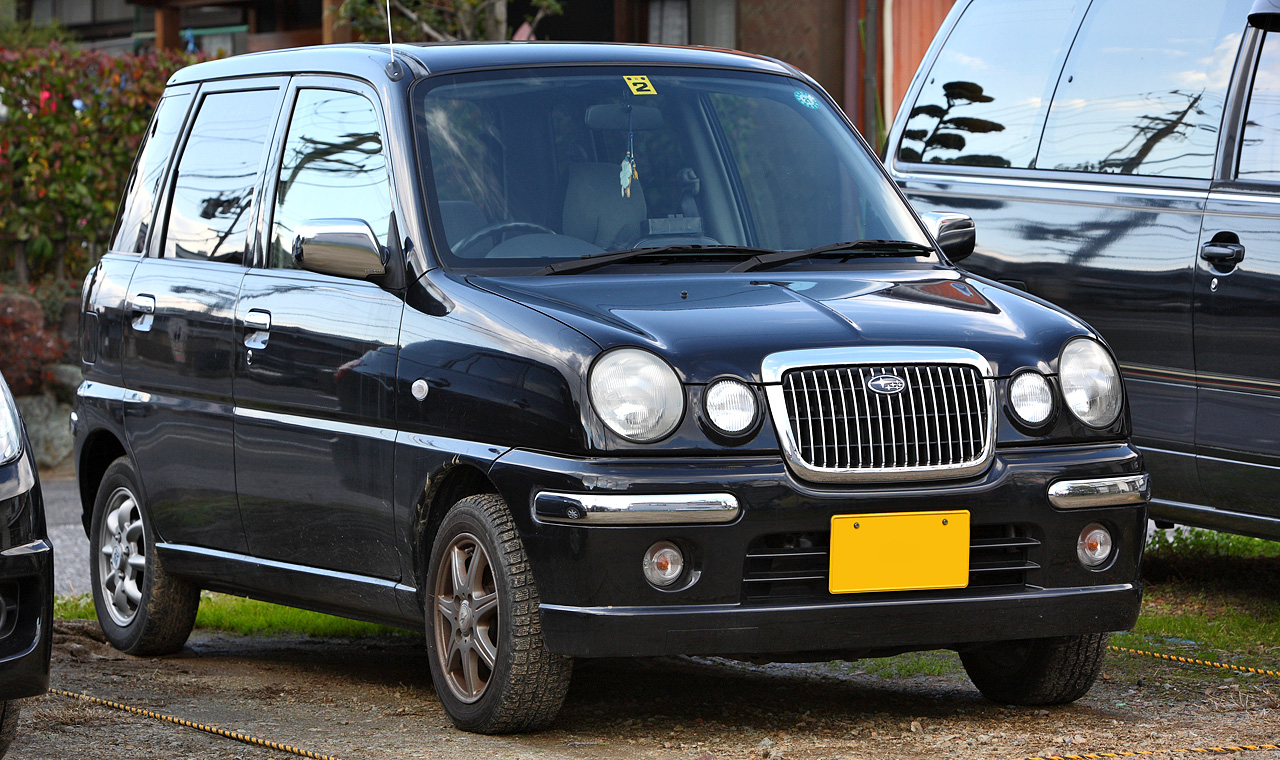
プレオ ネスタ
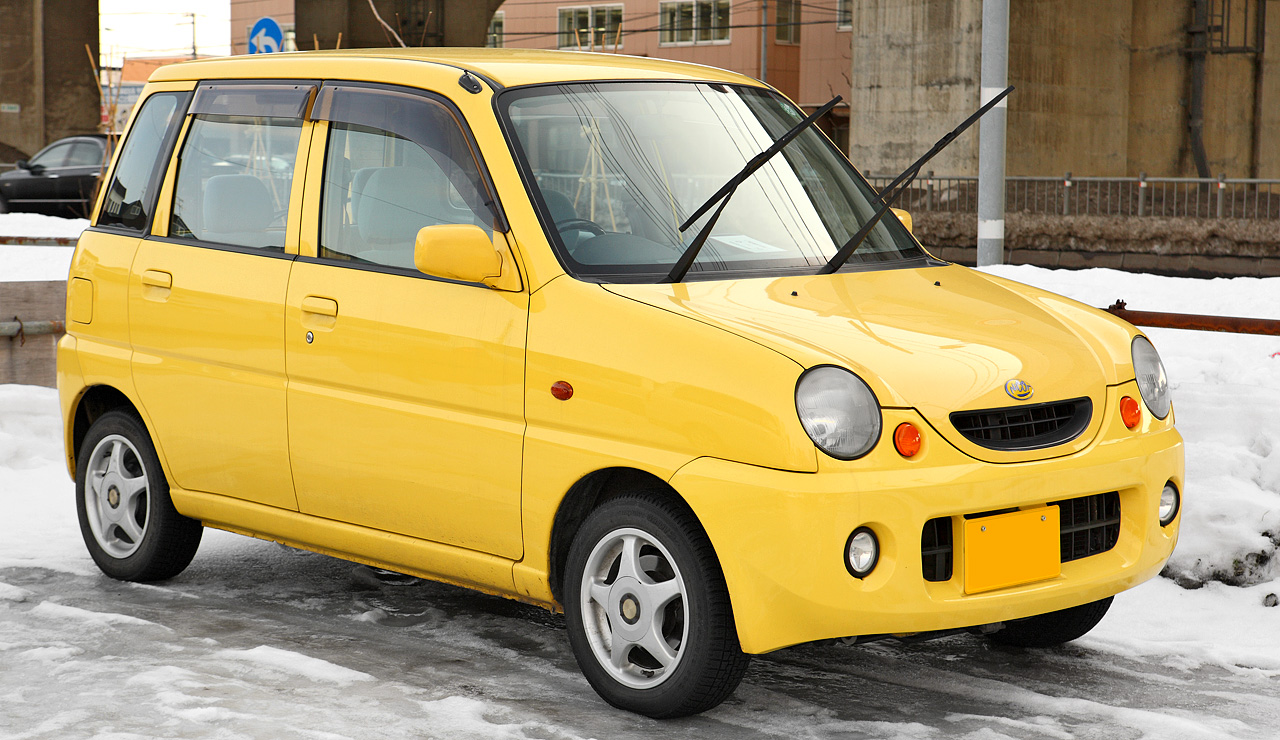
プレオ ニコット

## 2代目 L275F/285F型（2010年 - 2018年）
バンの製造終了から約1か月のブランクを経て、2ボックスハッチバックセダン/バンとしてフルモデルチェンジ。2代目は2008年4月10日に発表されたトヨタ自動車・ダイハツ工業との業務提携強化の一環として、ダイハツ・ミラをベースにOEM供給を受けたモデルである。
ミラベースに変わったことで全高が1,530mm（「プレオカスタム」は1,540mm）とさらに低くなり、ほとんどの立体駐車場に収まるサイズとなった。商用車の「プレオバン」に関してはCVT車を廃止する代わりに4AT車を設定し（5MT車は継続設定）、ドア数は3ドアとなった。また、エンジンなどが変更されたことにより、低排出ガス性能や燃費性能が向上された。
ラインナップは「プレオ」・「プレオカスタム」・「プレオバン」の3タイプを用意する。「プレオ」は約2年10か月ぶりの設定となる乗用モデル、「プレオカスタム」はフルモデルチェンジに合わせて新設されたスポーティ系スタイリッシュモデルである。グレード体系は、「プレオ」が「F（ミラ「L」相当）」・「L（同「X」相当）」・「L Limited（同「X"Limited"」相当）」の3グレード、「プレオカスタム」が「R（ミラカスタム「X」相当）」と「RS（同「RS」相当）」の2グレードを設定。
装備は「プレオ」全グレードでチルトステアリング、運転席シートリフター、フロントシートベルト・ショルダーアジャスターが標準となっており、「X"Limited"」以外は「アジャスタブルパック」としてメーカーオプション設定されている「ミラ」と差別化が図られており、「L Limited」以外のグレードは「アジャスタブルパック」装備分の価格（15,750円）が上乗せされている。「プレオカスタム」は装備の追加に加え、オーディオレス仕様が標準のため「ミラカスタム」に比べ5,250円安く設定されている。
「プレオバン」は先代と同じく「A（ミラバン「TX"Special"」相当）」のみであるが、キーレスエントリー、集中ドアロック、盗難警報装置などを装備した「グレードアップパッケージ」が設定される（ミラバン「TX」にオプションのスモークドガラスとユースフルパックを装着したものと同一仕様となる）。なお、ミラの最上級グレードである「G"SMART DRIVE Package"（2011年7月の一部改良で廃止）」に相当するグレードは設定されない。
デザインは六連星（むつらぼし）のCIマークや車名エンブレムの変更程度で、ベース車からの大きな変更はない。ボディカラーは「ミラ」専用色の「プラムブラウンクリスタルマイカ」が設定されておらず、4色展開となる。

### 歴史
- 2010年4月20日 - フルモデルチェンジ。
- 2011年7月19日 - 一部改良。
インテグレーテッドCDプレーヤー&AM/FMチューナー、マニュアルエアコン（ダイヤル式）、アンサーバック機能付電波式リモコンドアロックなどの快適装備を標準装備しながら価格を抑えた新グレード「F Special」・「L Special」を追加（同日追加されたミラ「X"Special"」相当）。
AWD・CVT車はエンジンの改良を行い、「平成22年度燃費基準+25%」を達成した。
バン「A」はAT車に替わり、初代に設定されていたCVT車を復活。ミラバンのグレード体系集約に伴い、ベースグレードを「TX"Special"」から「TX」に変更したため、アンサーバック機能付電波式リモコンドアロック、集中ドアロック（リアゲート連動）、盗難警報装置などが標準装備となり、メーカーオプションの「グレードアップパッケージ」の装備内容を縮小した[注釈 15]。
また、EBD付ABSはこれまでオプション設定だった「F」とバン「A」にも標準装備化され、全車標準装備となった。
なお、ターボ車のカスタム「RS」は廃止となった。
- 2012年12月10日 - 低燃費仕様の派生車種「プレオ+（プラス）」を発表。ダイハツ・ミライースのOEM供給車である。
- 2013年2月 - 仕様変更。ミラ同様、乗用モデルのCVT車はプレオ+への統合に伴い、5MT車の「F Special」のみのモノグレード体系に集約され[注釈 16]、ボディカラーの「パール・ホワイトIII」は「ホワイト」に差し替えとなった。併せて、これまで非対応だったJC08モードに対応し、「F Special」の2WD車は「平成27年度燃費基準+10%」、「F Special」の4WD車及びバン「A」は「平成27年度燃費基準」をそれぞれ達成した。
- 2014年4月 - 「F Special」のボディカラー「シャンパンゴールド・メタリック」を廃止。2014年6月にOEM元のミラへの設定は一足先に廃止されており、その後はプレオ専用色となっていた。
- 2015年8月 ｰここまでの累計販売台数が4万958台[4]に達する。
- 2018年
  - 2月 - OEM元のミラ、ミラバンの生産終了に伴い在庫限りの販売となる。
  - 3月2日 - 販売終了に伴い、ホームページへの掲載を終了。派生車種のプレオプラスを除いたプレオは2代19年6ヶ月の間販売された。商用（バン）モデルは1959年のスバル・360コマーシャルから続いてきたが、スバルの軽自動車のラインアップから軽ボンネットバンとMTの軽乗用車は消滅した。
  - 3月30日（補足） - OEM元のミラも販売終了。
- （参考）2020年5月29日 - SUBARU純正用品として「つくつく防止」を発売（ルクラ、RK型ステラ、RE型プレオプラスにも設定）[5]。2019年2月にOEM元であるミラの7代目モデル（L275S/L285S型）に設定されたペダル踏み間違い時加速抑制装置をRD型プレオにも同一仕様・同一名称で設定。モデルによっては装着が不可となる場合がある。

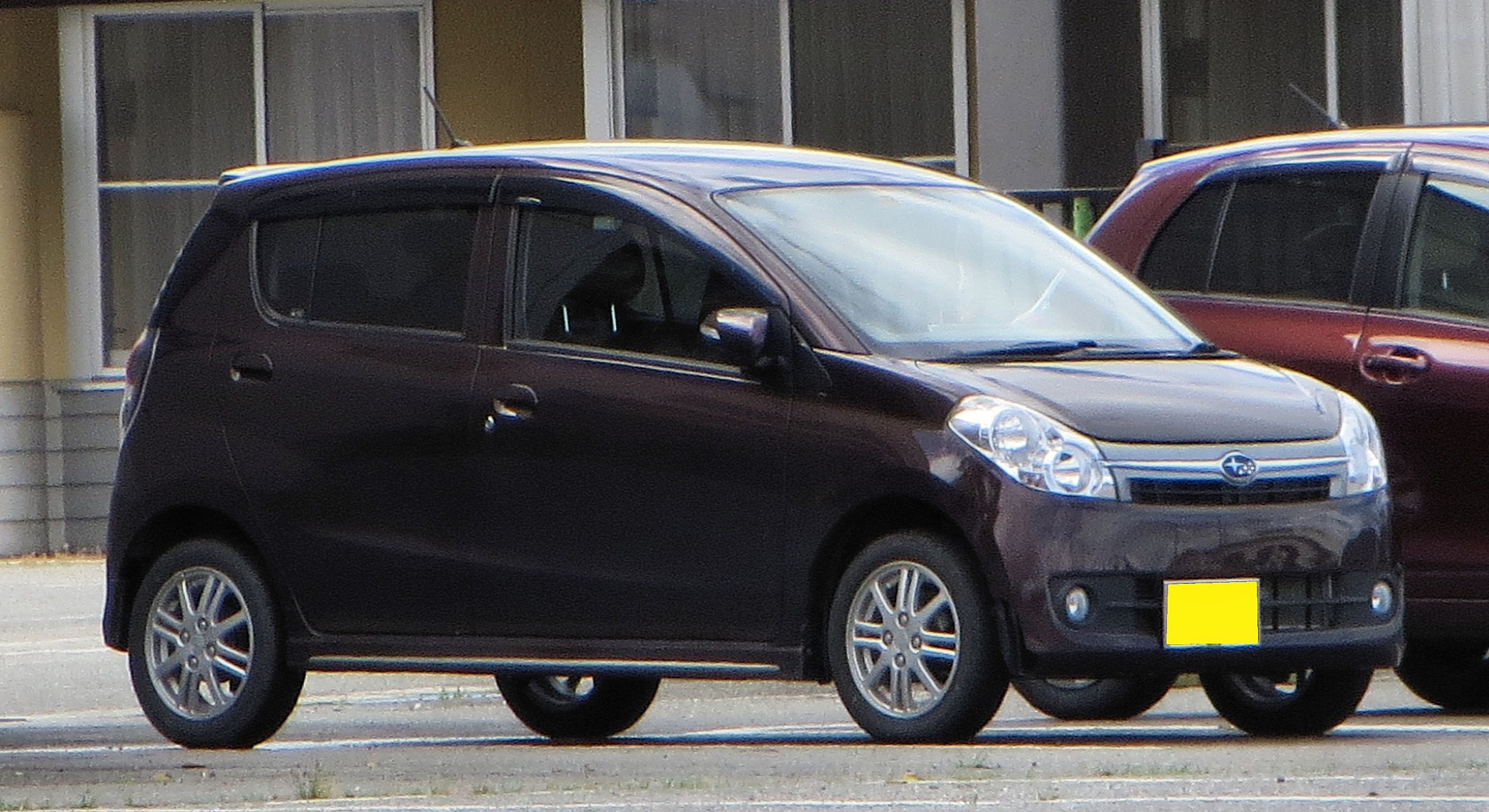
カスタムR AWD
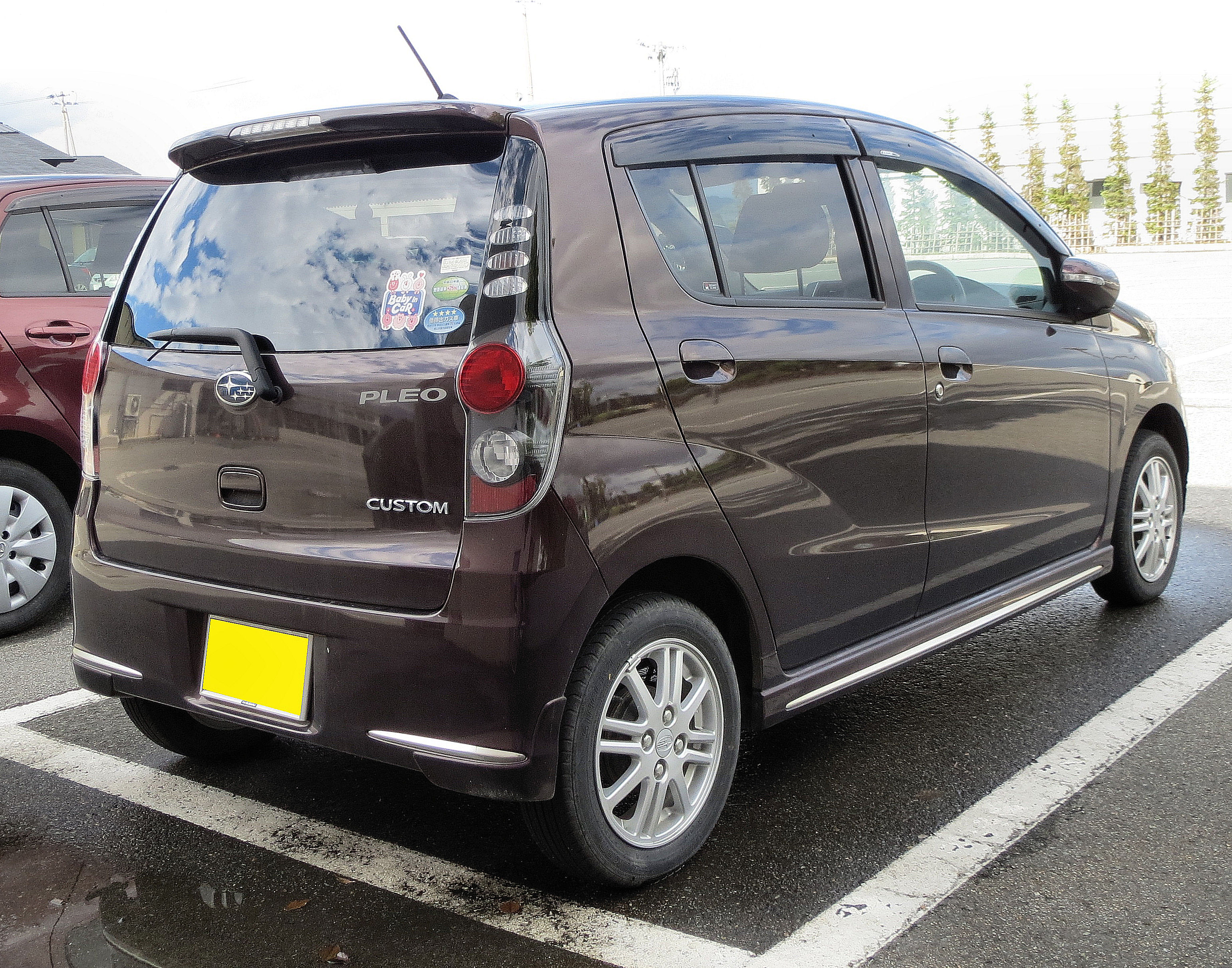
カスタムR AWD リヤ
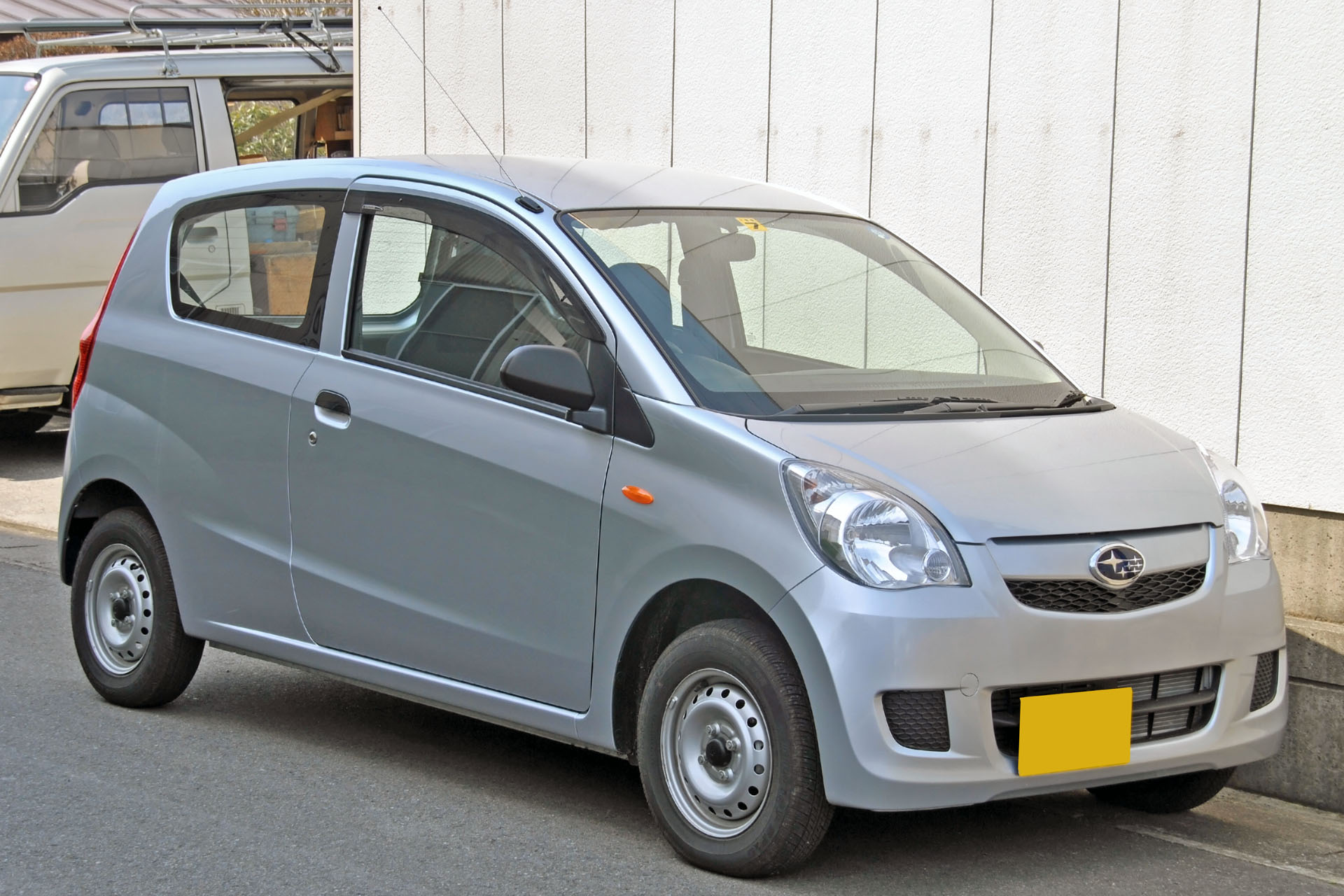
バン
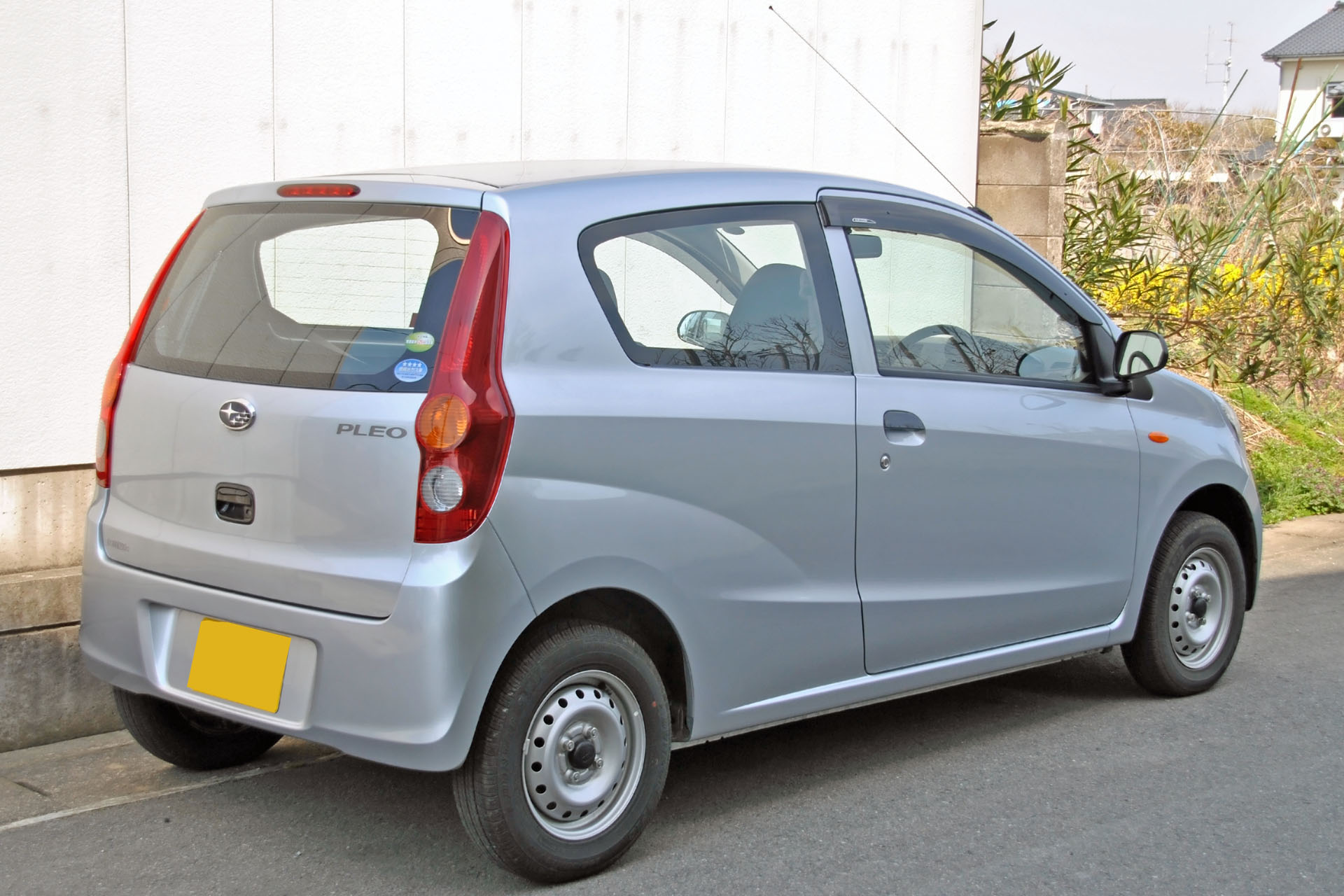
バン リア

## 車名の由来
- 『さらに豊かに、そして完全に』という意味を持つラテン語からの造語[6]。人々の生活を豊かにする車であってほしいという願いが込められている。
- 初代に設定されていたネスタ（NESTA）は「NEW STAR（新星）」を意味する造語。
- ニコット（NICOT）は「ニコッと」微笑んだようなイメージを表現している。